# Comunitat de comunes del País de Saint-Aubin-du-Cormier
La Comunitat de comunes del País de Saint-Aubin-du-Cormier (en bretó Kumuniezh-kumunioù Bro Sant-Albin-an-Hiliber) és una estructura intercomunal francesa, situada al departament de l'Ille i Vilaine a la regió Bretanya, al País de Fougères. Té una extensió de 173,26 kilòmetres quadrats i una població d'11.826 habitants (2006).

## Composició
Agrupa 11 comunes :
1. La Chapelle-Saint-Aubert
2. Gosné
3. Livré-sur-Changeon
4. Mézières-sur-Couesnon
5. Saint-Aubin-du-Cormier
6. Saint-Christophe-de-Valains
7. Saint-Georges-de-Chesné
8. Saint-Jean-sur-Couesnon
9. Saint-Marc-sur-Couesnon
10. Saint-Ouen-des-Alleux
11. Vendel